# Caloperdix oculeus
A perdiz-do-bosque-ferruginosa ou perdiz-ferrugínea  (Caloperdix oculeus) é uma ave da família Phasianidae. É a única espécie do género Caloperdix.
A Caloperdix oculeus habita zonas de floresta tropical e sub-tropical da Indonésia, Malásia, Myanmar, e Tailândia.